# Blaine Anderson
Blaine Anderson est un des personnages fictifs de la série américaine Glee. Il est interprété par Darren Criss et doublé en France par Stanislas Forlani. 
Il n'apparaît qu'à partir du sixième épisode de la saison 2 en tant qu'étudiant de la Dalton Academy, membre de la chorale des Warblers. Kurt Hummel est le premier personnage principal à le rencontrer.

## Biographie fictive

### Saison 2
Blaine apparaît dans l'épisode 6 Premiers baisers, Kurt Hummel était censé surveiller les Warblers, les concurrents des New Directions, et par la même occasion se renseigner sur d'autres lycées car celui-ci se fait harceler au sujet de son homosexualité, c'est là qu'il rencontre Blaine. Celui-ci lui fait faire le tour du lycée réservé aux garçons, en lui expliquant que tout le monde est accepté et qu'il n'y a aucune violence.
Lors de l'épisode 12, consacré à la Saint-Valentin, Blaine avoue à Kurt qu'il est amoureux d'un garçon qu'il connaît peu et qui travaille dans un magasin de vêtements. Kurt, bien qu'il soit déçu, car il est tombé amoureux de lui entre-temps, sans le lui avoir encore dit, le pousse à déclarer sa flamme à ce jeune homme. Les deux personnages accompagnés des Warblers lui ont chanté une chanson d'amour dans le magasin à cette occasion, mais malheureusement le garçon en question ne l'a pas bien pris car il a perdu son travail à cause de cette interprétation. Plus tard, Kurt avoue à Blaine qu'il pensait que celui-ci était amoureux de lui.
Durant l'épisode 14, Blaine commença à se poser des questions sur sa sexualité après avoir embrassé Rachel Berry tout en étant ivre. Kurt ne l'accepte pas et lui met une certaine pression qui lui déplaît. Blaine tente sa chance avec Rachel mais après l'avoir embrassée en étant sobre, il comprend qu'il préfère réellement les garçons.
Durant l'épisode 16, lors des compétitions régionales de chant, Kurt reproche à Blaine de réaliser les solos du groupe. Celui-ci prend en considération sa remarque et lors des régionales, ils chantent un duo mais ils perdent quand même. Dans ce même épisode, à la suite de la mort de Pavarotti (la mascotte des Warblers, un canari) et de la chanson que Kurt chantera en son honneur, Blaine se rend compte de son amour pour Kurt, il lui avouera que ce duo n'était qu'une excuse pour passer plus de temps avec lui et l'embrassera plus tard.

### Saison 3
Lors du premier épisode de la 3e saison, Blaine décide, pour être près de son âme-sœur, d'intégrer le lycée William McKinley, il intégrera la chorale le même épisode.
Plus tard, alors que les membres des New Directions mettaient en projet de jouer la comédie musicale West Side Story, Blaine postule et obtient le rôle principal, accompagné de Rachel Berry, ce qui laisse les autres membres plus ou moins jaloux de ce duo.
Une première dispute éclate entre Kurt Hummel et Blaine quand un prétendant du nom de Sebastian Smythe exprime clairement son attirance pour Blaine et rend Kurt extrêmement jaloux, lors d'une sortie entre les trois garçons dans un bar.
Plus tard, l'antagoniste Sebastian agresse Blaine à l'œil avec un slushie, cependant Sebastian espérait toucher le visage de Kurt. Il devient à partir de là, l'ennemi numéro 1 du couple. Cependant, à la suite de la tentative de suicide de David Karofsky, Sebastian mesure la méchanceté gratuite de ses actes et présente ses excuses au couple et à tous ceux qu'il a vexés ou blessés.
Plus tard, le frère de Blaine, Cooper Anderson, star de publicité, est de retour d'Hollywood et passe faire une visite à McKinley. Son retour fait renaître le passé des deux frères. En effet, on apprend que Blaine a toujours été rabaissé par son grand frère dans leur enfance. Cependant, à la fin de l'épisode, Cooper révèle que s'il était toujours mesquin avec lui, c'est parce qu'il est jaloux de son talent.
C'est au tour de Blaine d'être jaloux avec l'apparition d'un nouveau personnage, Chandler, débordant d'enthousiasme proche du caractère de Kurt dans l'épisode 17, Dance With Somebody. Un soir alors qu'il se trouve chez son aimé, il lit les textos de Kurt et s'aperçoit que Kurt et ce nouveau personnage s'échangent de nombreux messages ce qui le rend jaloux. Le couple se dispute, Blaine accuse la tromperie. Ce n'est qu'à la fin de l'épisode que les tensions dans le couple disparaissent après que Blaine ait avoué à Kurt à quel point cela allait être difficile pour lui lorsqu'il partirait à New York et expliquant ainsi sa distance avec le jeune homme.

### Saison 4
Kurt n'a pas été reçu à Nyada donc il décide de rester à Lima encore quelque temps et en profite pour travailler dans son café préféré tandis que Blaine est en cours. Mais Kurt ne restera pas longtemps à Lima, il rejoint Rachel qui est à New York et décide de retenter sa chance pour la Nyada. Alors que Kurt fête ses retrouvailles avec Rachel à New York et qu'il réussit à décrocher un emploi chez Vogue.com, Blaine se sent seul, Kurt travaille beaucoup et ils ne peuvent pas se voir souvent. Blaine trompe Kurt et ils se séparent dans l'épisode Break Up mais décident néanmoins de rester amis. D’ailleurs pour l'épisode spécial Noël, ils font un duo sur la chanson White Christmas. Plus tard dans la saison (épisode 14), ils se retrouvent pour le mariage de Will et Emma, et ont une aventure mais Kurt persiste sur le fait que ce n'est rien et qu'ils ne sont pas ensemble. Mais, nous voyons plus tard que Kurt a toujours des sentiments pour Blaine car il s'imagine la reprise de "Come What May" (chanson qu'ils avaient choisis de chanter s'ils se mariaient). À la fin de la saison, Kurt revient à Lima et Blaine pense à demander en mariage Kurt. D'ailleurs, on voit Blaine acheter une bague de fiançailles durant l'épisode 22. Pendant la dernière scène de la saison, après leur victoire aux régionales, Kurt et Blaine sont réunis pour fêter l'évènement, et l'on voit que Blaine a la bague de fiançailles dans les mains, elles-mêmes cachées dans son dos.  

### Saison 5
Blaine demande à Kurt de redevenir son petit ami et plus tard dans la semaine lui demande de l'épouser, Kurt accepte. 
Il accompagne Tina au bal de promo mais ne sera pas élu roi de la promo.
Quelques semaines plus tard il se rend à New York avec Sam pour son audition à la NYADA. Il fait la surprise de leur arrivée à Kurt, Rachel et Santana.
Après la remise des diplômes, Blaine rejoint Kurt à New York pour vivre avec lui dans son loft. Il décidera plus tard de déménager avec Mercedes Jones parce qu'il veut prendre un peu de distance entre Kurt et lui car celui-ci lui reprochait de trop le coller.
À la fin de la saison, il propose à Kurt de chanter avec lui au showcase de June Dolloway pour pouvoir montrer son talent. Il se réinstallera avec Kurt au loft parce que Rachel  part à Los Angeles pour filmer une série télévisée.

## Interprétations

### Saison 2

#### Solo
- Teenage Dream (Katy Perry)  - Avec les Warblers
- Hey, Soul Sister (Train)  - Avec les Warblers
- Bills, Bills, Bills (Destiny's Child)  - Avec les Warblers
- When I Get You Alone (Robin Thicke)  - Avec les Warblers
- Silly Love Songs (Paul McCartney)  - Avec les Warblers
- Animal (Neon Trees)  - Avec les Warblers
- Misery (Maroon 5)  - Avec les Warblers
- Raise Your Glass (P!nk)  - Avec les Warblers
- Somewhere Only We Know (Keane)  - Avec les Warblers

#### Duo ou trio
- Baby, It's Cold Outside (La Fille de Neptune)  - Avec Kurt Hummel
- Don't You Want Me (The Human League)  - Avec Rachel Berry
- Candles (Hey Monday)  - Avec Kurt Hummel et les Warblers
- I'm Not Gonna Teach Your Boyfriend How to Dance With You (Black Kids)  - Avec Tina Cohen-Chang et Brittany Pierce

### Saison 3

#### Solo
- It's Not Unusual (Tom Jones)  - Avec les Cheerios
- Something’s Coming (West Side Story)
- Last Friday Night  (Katy Perry)  - Avec les New Directions
- Wanna Be Startin' Something (Michael Jackson)  - Avec les New Directions
- Cough Syrup (Young the Giant)
- Fighter (Christina Aguilera)
- It's Not Right But It's Okay (Whitney Houston)

#### Duo, trio, quatuor
- Tonight (West Side Story)  - Avec Rachel Berry
- One Hand, One Heart (West Side Story)  - Avec Rachel Berry
- Perfect (P!nk)  - Avec Kurt Hummel
- Control (Janet Jackson)  - Avec Artie Abrams et Quinn Fabray
- Extraordinary Merry Christmas (Glee Cast)  - Avec Rachel Berry
- Let It Snow (Ella Fitzgerald) - Avec Kurt Hummel
- Love Shack (The B52's)  Avec Mercedes Jones, Kurt Hummel, Rachel Berry et Brittany Pierce
- Fly / I Believe I Can Fly (Nicki Minaj Feat Rihanna / R.Kelly)  - Avec Artie Abrams, Rachel Berry et Santana Lopez
- Hungry Like the Wolf/Rio (Duran Duran)  - Avec Cooper Anderson
- Somebody That I Used To Know (Gotye ft. Kimbra)  - Avec Cooper Anderson
- You Should Be Dancing (Bee Gees)  - Avec Mike Chang et Brittany Pierce
- My Love is Your Love (Whitney Houston  - Avec Artie Abrams, Mercedes Jones, Kurt Hummel et les New Directions
- Big Girls Don't Cry (Fergie)  - Avec Rachel Berry et Kurt Hummel

### Saison 4

#### Solo
- It's Time (Imagine Dragons)
- Everybody Wants to Rule the World (Tears for Fears)
- Teenage Dream (Katy Perry)
- Hopelessly Devoted To You (Grease)
- Beauty School Drop out (Grease)
- Dark Side (Kelly Clarkson) - Avec les Warblers
- Don't Stop Me Now (Queen)
- Against All Odds (Phil Collins)

#### Duo, trio, quatuor
- Call Me Maybe (Carly Rae Jepsen)  - Avec Wade « Unique » Adams, Tina Cohen-Chang et Brittany Pierce
- Boys/Boyfriend (Britney Spears/Justin Bieber) - Avec Artie Abrams
- Barely Breathing (Duncan Sheik) - Avec Finn Hudson
- Don't Speak (No Doubt) - Avec Rachel Berry, Finn Hudson et Kurt Hummel
- Heroes (David Bowie) - Avec Sam Evans
- Don't Dream It's Over (Crowded House) - Avec Finn Hudson, Marley Rose et les New Directions
- White Christmas (Bing Crosby) - Avec Kurt Hummel
- Have Yourself a Merry Little Christmas (Judy Garland)  - Avec Marley Rose, Noah Puckerman et les New Directions
- Diva (Beyoncé)  - Avec Tina Cohen-Chang, Brittany S.Pierce, Wade « Unique » Adams, Marley Rose & Kitty Wilde
- Just Can't Get Enough (Depeche Mode)  - Avec Kurt Hummel
- We've Got Tonight (Kenny Rogers & Sheena Easton)  - Avec Rachel Berry, Finn Hudson, Kurt Hummel, Quinn Fabray, Santana Lopez, Betty Pillsbury, Artie Abrams, Jake Puckerman & Marley Rose
- Shout (Animal House)  - Avec Brittany S.Pierce & les New Directions
- Old Time Rock and Roll / Danger Zone (Risky Business / Top Gun)  - Avec Sam Evans & Artie Abrams
- I Still Believe / Super Bass (Mariah Carey / Nicki Minaj)  - Avec Sue Sylvester & les Cherrios
- Wake Me Up Before You Go-Go (Wham)  - Avec Sam Evans & les New Directions
- Say (John Mayer)  - Avec les New Directions
- You Have More Friends That You Know (Mervyn Warren)  - Avec Marley Rose, Wade « Unique » Adams & Sam Evans
- We Will Rock You (Queen)  - Avec les garçons des New Directions
- Superstition (Stevie Wonder)  - Avec Mercedes Jones & Marley Rose
- All or Nothing (Glee Cast)  - Avec Marley Rose